# 貝爾維爾 (密蘇里州賈斯珀縣)
貝爾維爾（英語：Belleville），又名津西特（Zincite），是位於美國密蘇里州賈斯珀縣的非建制地區。

## 歷史
貝爾維爾（名為津西特）的郵局於1885年設立，其後於1918年停運。

## 地理
貝爾維爾所處的海拔為高於海平面264米（即866英呎），而該地所採用的時區為UTC-6，即北美中部時區（CST）。同時該地設有夏令時間，為UTC-6調快一小時，即UTC-5（CDT）。